# Station Florenville
Station Florenville is een spoorwegstation langs spoorlijn 165 (Libramont-Virton-Athus) in de stad Florenville in de provincie Luxemburg.
Sinds 1 april 2013 zijn de loketten van dit station gesloten en is het een stopplaats geworden.
Via dit station reed door de Gaume van het graafschap Chiny ook de buurtspoorlijn 558 van station Sainte-Cécile aan spoorlijn 163A naar station Marbehan aan spoorlijn 162 en spoorlijn 155.

## Treindienst
| Serie              | Treinsoort          | Route | Bijzonderheden                                                           |
| ------------------ | ------------------- | --- | ------------------------------------------------------------------------ |
| L 5950             | L-trein (NMBS)      | Libramont – Bertrix – Florenville – Virton – Aarlen                                                               |                                                                          |
| P 7620/8620RE 8600 | Piekuurtrein (NMBS) | [ Luxemburg – Virton ] / [ [ Aarlen – Virton – Florenville – ] / [ Dinant – ] Libramont – [ Ciney ] ]             | Een rechtstreekse trein Aarlen - Libramont. Een trein Libramont - Ciney. |
| P 7665/7665        | Piekuurtrein (NMBS) | Libramont – [ Florenville – Virton – ] / [ Marbehan – ] Aarlen                                                    | Rijdt alleen op werkdagen.                                               |
| P 7680/8680RE 8650 | Piekuurtrein (NMBS) | [ Bertrix – Dinant ] / [ Libramont – [ Florenville – Virton – ] / [ Marbehan – ] Aarlen ] / [ Athus – Luxemburg ] | Een trein Aarlen - Virton - Libramont. Een trein Athus - Luxemburg.      |

## Galerij

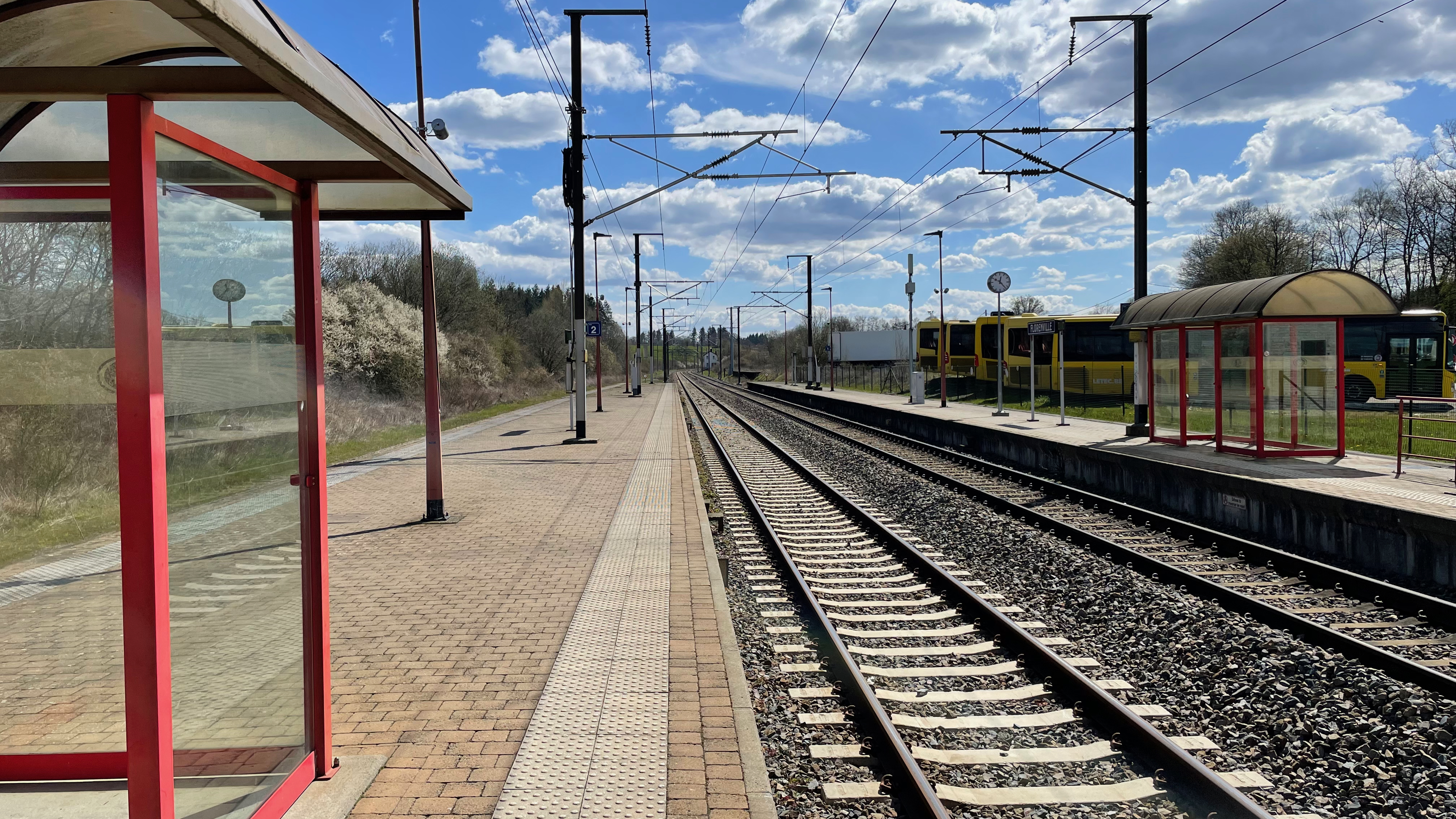
Zicht op de sporen
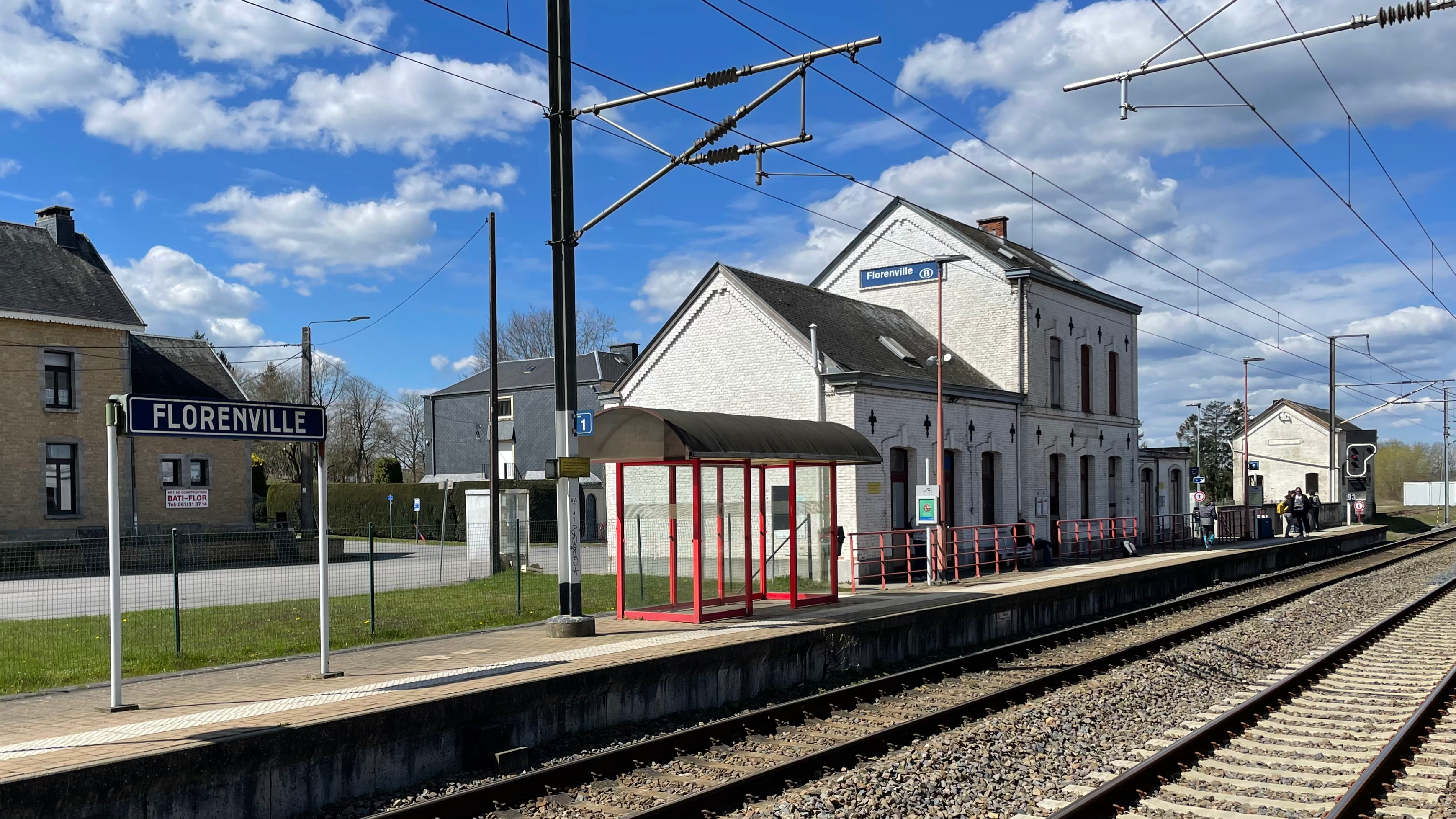
Zicht op het perron
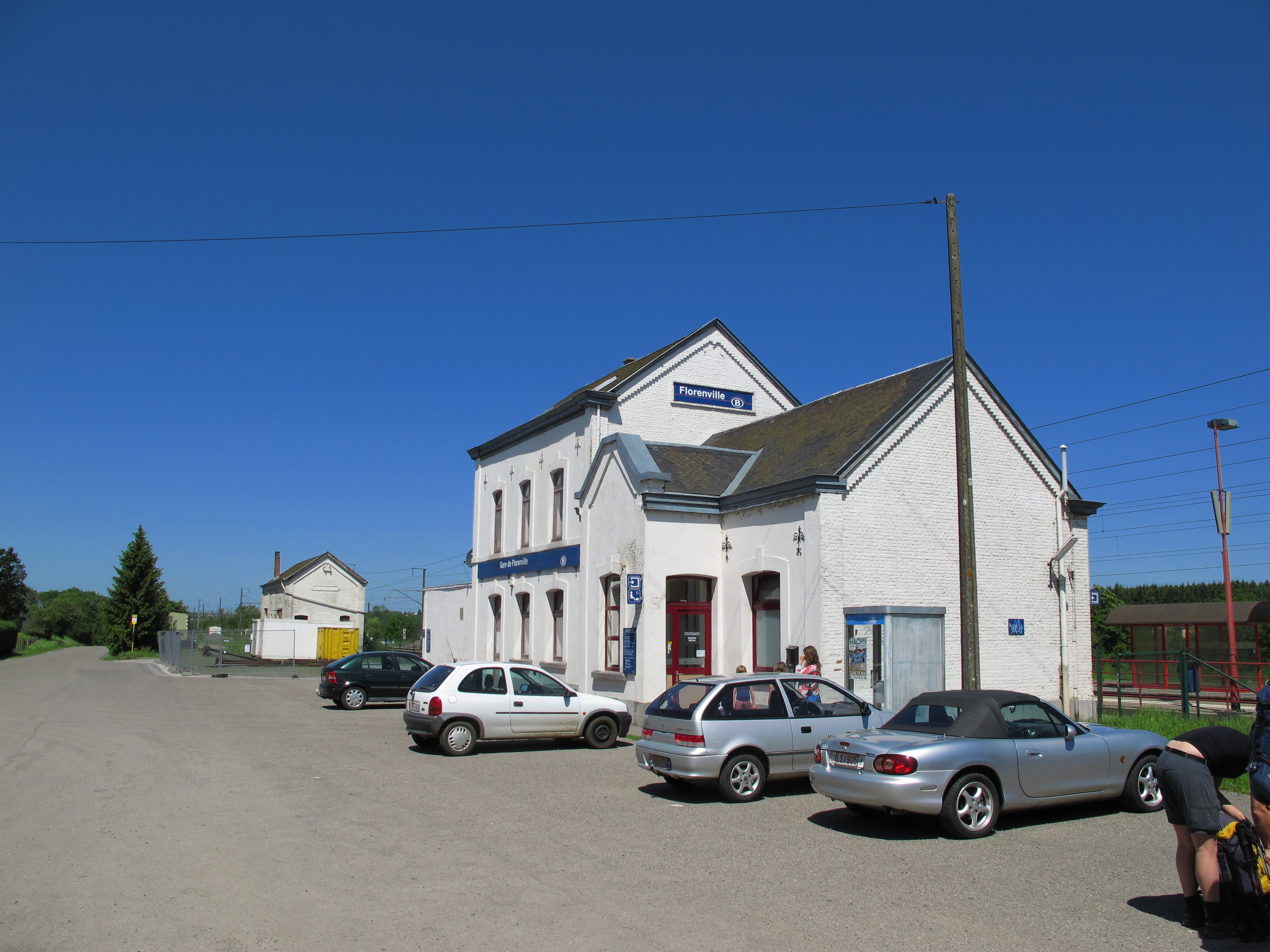
Het stationsgebouw (2012)

## Reizigerstellingen
De grafiek en tabel geven het gemiddeld aantal instappende reizigers weer op een week-, zater- en zondag.
| Tabel: aantal instappende reizigers station Florenville | Tabel: aantal instappende reizigers station Florenville | Tabel: aantal instappende reizigers station Florenville | Tabel: aantal instappende reizigers station Florenville |
|                                                         | Weekdag                                                 | Zaterdag                                                | Zondag                                                  |
| ------------------------------------------------------- | ------------------------------------------------------- | ------------------------------------------------------- | ------------------------------------------------------- |
| 1977                                                    | 79                                                      | 27                                                      | 140                                                     |
| 1978                                                    | 110                                                     | 39                                                      | 87                                                      |
| 1979                                                    | 87                                                      | 50                                                      | 126                                                     |
| 1980                                                    | 108                                                     | 30                                                      | 80                                                      |
| 1981                                                    | 111                                                     | 35                                                      | 82                                                      |
| 1982                                                    | 114                                                     | 65                                                      | 55                                                      |
| 1983                                                    | 69                                                      | 23                                                      | 47                                                      |
| 1984                                                    | 104                                                     | 73                                                      | 67                                                      |
| 1985                                                    | 103                                                     | 53                                                      | 155                                                     |
| 1986                                                    | 119                                                     | 49                                                      | 128                                                     |
| 1987                                                    | 87                                                      | 81                                                      | 160                                                     |
| 1988                                                    | 118                                                     | 67                                                      | 161                                                     |
| 1989                                                    | 119                                                     | 55                                                      | 136                                                     |
| 1990                                                    | 115                                                     | 43                                                      | 118                                                     |
| 1991                                                    | 121                                                     | 57                                                      | 126                                                     |
| 1992                                                    | 150                                                     | 52                                                      | 142                                                     |
| 1993                                                    | 144                                                     | 44                                                      | 119                                                     |
| 1994                                                    | 143                                                     | 51                                                      | 154                                                     |
| 1995                                                    | 132                                                     | 49                                                      | 64                                                      |
| 1996                                                    | 114                                                     | 58                                                      | 116                                                     |
| 1997                                                    | 118                                                     | 80                                                      | 139                                                     |
| 1998                                                    | 112                                                     | 70                                                      | 97                                                      |
| 1999                                                    | 97                                                      | 52                                                      | 66                                                      |
| 2000                                                    | 90                                                      | 56                                                      | 104                                                     |
| 2001                                                    | 113                                                     | 40                                                      | 108                                                     |
| 2002                                                    | 146                                                     | 40                                                      | 152                                                     |
| 2003                                                    | 140                                                     | 60                                                      | 120                                                     |
| 2004                                                    | 153                                                     | 60                                                      | 155                                                     |
| 2005                                                    | 190                                                     | 87                                                      | 130                                                     |
| 2006                                                    | 199                                                     | 82                                                      | 172                                                     |
| 2007                                                    | 215                                                     | 63                                                      | 152                                                     |
| 2008                                                    | -                                                       | -                                                       | -                                                       |
| 2009                                                    | 175                                                     | 51                                                      | 140                                                     |
| 2010                                                    | -                                                       | -                                                       | -                                                       |
| 2011                                                    | -                                                       | -                                                       | -                                                       |
| 2012                                                    | 201                                                     | 50                                                      | 104                                                     |
| 2013                                                    | 169                                                     | 59                                                      | 134                                                     |
| 2014                                                    | 187                                                     | 52                                                      | 150                                                     |
| 2015                                                    | 136                                                     | 43                                                      | 100                                                     |
| 2016                                                    | 120                                                     | 38                                                      | 71                                                      |
| 2017                                                    | 109                                                     | 43                                                      | 80                                                      |
| 2018                                                    | 165                                                     | 46                                                      | 91                                                      |
| 2019                                                    | 160                                                     | 57                                                      | 146                                                     |
| 2020                                                    | 133                                                     | 25                                                      | 68                                                      |
| 2021                                                    | -                                                       | -                                                       | -                                                       |
| 2022                                                    | 167                                                     | 58                                                      | 66                                                      |
| 2023                                                    | 158                                                     | 30                                                      | 60                                                      |
| 2024                                                    | 172                                                     | 64                                                      | 90                                                      |

0,0: Libramont ·
2,5: Recogne ·
3,8: Neuvillers ·
7,5: Rossart ·
12,2: Bertrix ·
16,1: Orgéo ·
17,6: Saint-Médard ·
20,6: Straimont ·
25,5: Les Épioux ·
30,7: Lacuisine ·
32,5: Florenville ·
36,2: Pin ·
37,7: Izel ·
40,0: Jamoigne ·
43,5: Saint-Vincent-Bellefontaine ·
46,9: Lahage ·
50,8: Meix-devant-Virton ·
53,5: Houdrigny ·
57,2: Virton ·
59,6: Chenois-Latour ·
62,9: Latour ·
63,7: Ruette ·
65,1: Saint-Remy ·
67,6: Signeulx ·
70,1: Baranzy ·
72,0: Musson ·
74,6: Halanzy ·
78,9: Aubange ·
81,9: Athus